# Подере Бењами (Терни)
Подере Бењами је насеље у Италији у округу Терни, региону Умбрија.
Према процени из 2011. у насељу је живело 11 становника. Насеље се налази на надморској висини од 317 м.